# دبليو. جي. إرنست
دبليو. جي. إرنست (بالإنجليزية: W. G. Ernst)‏ هو جيولوجي أمريكي، ولد في 14 ديسمبر 1931 في سانت لويس في الولايات المتحدة.